# Adem Jashari

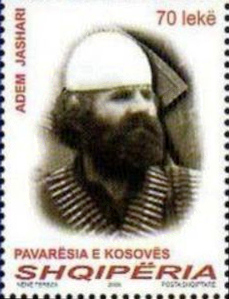
Porträt von Adem Jashari auf einer albanischen Briefmarke (2008)

Adem Jashari (serbokroatisch Адем Јашари Adem Jašari, * 28. November 1955 in Donji Prekaz bei Srbica, FVR Jugoslawien; † 7. März 1998 in der BR Jugoslawien, heute Kosovo) war ein kosovo-albanischer Mitbegründer sowie zeitweiliger lokaler Kommandant der UÇK in der Drenica-Region.

## Leben und Tod

### Schulzeit
Adem Jashari besuchte die Grund- und Mittelschule mit technischer Fachrichtung in seinem Geburtsort und später in Skënderaj.

### Rolle in der militanten Untergrundbewegung
Der Wohnsitz der Familie Jashari lag in Donji Prekaz, einem Dorf in der Drenica-Region, in dem vor dem Krieg rund 1000 Menschen lebten. Er wurde frühzeitig zu einem Zentrum der sich formierenden UÇK, Jashari selbst wurde zu einem ihrer Organisatoren und Kommandanten in der Region von Drenica. Die hüglige Drenica-Region der serbischen Provinz Kosovo innerhalb der jugoslawischen Konföderation war in den 1990er Jahren bereits fast ausschließlich von ethnischen Albanern bewohnt, zumal viele ethnisch serbische Familien den Kosovo auch in Folge der albanischen nationalistischen Ausschreitungen von 1981 und darauf folgenden Anfeindungen verlassen hatten. Bereits in den 1980er Jahren waren einige der Untergrundkämpfer der 1990er Jahre aktiv und diejenigen, die nicht inhaftiert waren, knüpften um die Jahreswende 1989/1990 Kontakt zu der militanten Familie von Adem Jashari in Donji Prekaz, mit Adem Jashari, seinem Vater Shaban Jashari und seinem Bruder Hamëz Jashari. Pleurat Sejdiu, Sprecher der UÇK London, bezeichnete Adem Jashari als gut politisch vorbereitet und „allergisch gegenüber Polizeiuniformen“. Während sie mit der LPRK zusammenarbeiteten, verließen Adem Jashari, sein Freund Sami Lushtaku und mehrere weitere 1990 den Kosovo, um eine ernsthafte militärische Ausbildung in Albanien zu beginnen. Ihr Hauptlager war in Labinot bei Elbasan, wo sich ein albanischer Armeestützpunkt befand. Nach Angaben von Shaban Shala wurde die Ausbildung von Armeeoffizieren des albanischen, damals von Ramiz Alia regierten Staates durchgeführt, die sich beim Training von Kosovaren offiziell als Ehrenamtliche ausgaben. Bei der Rückkehr in den Kosovo belagerte die Polizei das Haus von Adem Jashari, dem im folgenden Feuergefecht andere LPRK-Mitglieder zu Hilfe eilten, wobei ein Polizist getötet und zwei Töchter Jasharis verwundet wurden. Die Polizei kehrte daraufhin nicht mehr nach Donji Prekaz zurück um ihn festzunehmen, da sie fürchtete, er werde wieder vom Haus auf sie schießen.
Schon im Jahr 1991 schloss der Premier der kosovo-albanischen Schattenregierung, Bujar Bukoshi, vom sogenannten Regierungssitz in Ljubljana aus eine Vereinbarung mit der 1982 gegründeten Untergrundorganisation „Volksbewegung für eine Republik Kosovo“ (LPRK), um Guerillakämpfer auszubilden. Die LPRK unterhielt seit 1991 Kontakte zu „westlichen“ Geheimdiensten, und bereits im Mai 1993 wurden die ersten serbischen Polizisten in Glogovac, im Zentrum der Drenica-Region getötet sowie weitere verwundet. Aus ihr gingen später unter anderem die Volksbewegung des Kosovo (LPK) hervor, aus der heraus wiederum 1993 in der Schweiz die Befreiungsarmee des Kosovo (UÇK) gegründet wurde, um den künftigen Guerillakrieg zu führen. Einer der Söhne Adem Jasharis war Mitbegründer der UÇK.
Adem Jashari und sein Bruder Hamëz Jashari wurden von den UÇK-Mitgliedern oft als Vorbilder angesehen. Schon Mitte der 1990er Jahre waren die Gebrüder Jashari aus dem Gebiet Drenica für ihren Auseinandersetzungen mit den serbisch dominierten Polizeikräften bekannt, unter anderem griffen sie mehrmals Polizeistellen an, aber auch serbische Paramilitärs, die schon vor dem Kosovo-Krieg in dem Gebiet des Kosovos tätig waren. Am 11. Juli 1997 wurde Jashari zusammen mit vierzehn weiteren Albanern in Abwesenheit vom Gericht in Priština wegen terroristischer Aktivität verurteilt. In den Jahren 1996 und 1997 nahmen die militanten Albanern zugerechneten bewaffneten Angriffe deutlich zu.
Im Herbst 1997 erklärte die UÇK die Gegenden von Drenica und von Pejë zu den ersten „befreiten Gebieten“ im Kosovo, wodurch die gewalttätigen Zusammenstöße dramatisch zunahmen. Die regionale Anwesenheit der UÇK in der Drenica-Region zwang die serbische Polizei, ihre Checkpoints in der Nacht zu verlassen. Spätestens seit 1997 unterhielt die UÇK auch Ausbildungslager in den nordalbanischen Regionen Kukës und Tropoja. Im Oktober und November 1997 begann sich die UÇK erstmals öffentlich auf Beerdigungen ihrer Soldaten und Sympathisanten zu präsentieren, zu Ereignissen, die zehntausende von Menschen anzogen. So traten, erneut im Drenica-Gebiet, am 28. November 1997 zum ersten Mal uniformierte und bewaffnete Mitglieder der UÇK öffentlich in Erscheinung. Sie hielten auf der Beerdigung des Kosovo-Albaners Halit Gecaj, der bei einem Angriff der UÇK auf eine serbische Polizeistreife in der Gegend von Srbica umgekommen war, eine Rede vor der aus der Drenica-Gegend zusammengekommenen Trauergemeinde von etwa 20.000 Menschen in Lauša, behaupteten, Serben würden Albaner massakrieren und gaben eine Art „Kriegserklärung“ an die „serbische Besatzungsmacht“ ab, die am Abend über Satellitenfernsehen aus Tirana übertragen wurde und der die Menge applaudierte. In dieser Phase begann die UÇK die offene Konfrontation mit serbischen Polizeistreifen in den Gebieten der Drenica und von Peć. Diese Ereignisse wurden auch als Beginn des Bürgerkriegs bezeichnet, zu dessen ersten „Märtyrer“ Halit Gecaj trotz der nicht geklärten Todesumstände hochstilisiert wurde, unterstützt durch ein in den ländlichen Gebieten des Kosovo bestehendes traditionelles Netzwerk der informellen Kommunikation, das sowohl die Informationsausbreitung als auch die Mythen- und Legendenbildung begünstigte. Die Regierung betrachtete die Drenica-Region als Brutstätte des „albanischen Terrorismus“. Ein Brennpunkt der Aufmerksamkeit der Polizei in der Drenica richtete sich auf Donji-Prekaz und insbesondere auf das Anwesen von Adem Jashari, der 1997 an Geltung als lokaler UÇK-Führer gewann.
Zu Beginn des Jahres 1998 verstärkte die UÇK ihre Attacken auf serbische und montenegrinische Kolonisten im Kosovo und alle ethnisch albanischen politischen Führer wurden mit dem Tod bedroht, für den Fall, dass sie eine Autonomievereinbarung mit Serbien unterschreiben würden. Die Drenica-Region war zu einem UÇK-kontrollierten Gebiet geworden, inmitten dessen etwa das alte, von Nonnen unterhaltene serbische Kloster Devič 1998 nur noch eine „winzige Insel serbischen Territoriums“ bildete.

### Kämpfe in Prekaz und Likošane und Tod bei der Polizeioperation in Prekaz
Der Tod Adem Jasharis stand in Zusammenhang mit den ersten größeren Zusammenstößen zwischen UÇK und serbischen Sicherheitskräften. Sie ereigneten sich Ende Februar und Anfang März 1998 wiederum in der UÇK-Hochburg der Drenica-Region und werden mit dem Besuch des US-amerikanischen Sonderbotschafters Robert Gelbard in Belgrad in Verbindung gestellt:
Als die Auseinandersetzungen zwischen UÇK-Guerilla und serbischen Sicherheitskräften Anfang 1998 eskalierten, nachdem die UÇK am 4. Januar 1998 verkündet hatte, dass sie die bewaffnete Kraft der Albaner sei, die bis zur Vereinigung des Kosovo mit Albanien kämpfen werde, verhinderte die UÇK am 22. Januar 1998 die polizeiliche Festnahme Adem Jasharis, dessen Clan eine Schlüsselrolle für den großen Zulauf der UÇK in der Drenica-Region spielte. Als Polizisten am frühen Morgen das Gelände umzingelten, um Adem Jashari festzunehmen, mussten sie sich nach Angaben seines Vaters, Shaban Jashari, nach einem Feuergefecht zurückziehen, da die UÇK ihm zu Hilfe eilte. Damit wurde offensichtlich, dass Ibrahim Rugovas Behauptung nicht zutraf, es handle sich bei der UÇK lediglich um das Ergebnis einer bizarren Verschwörung der Serben. In den darauffolgenden zwei Monaten eskalierte die Anzahl der Attacken auf die Polizei und auf sogenannte albanische „Kollaborateure“. Nach offiziellen Angaben war die Anzahl der Angriffe von 31 im Jahr 1996 und 55 im Jahr 1997 auf 66 allein in den Monaten Januar und Februar 1998 sprunghaft angestiegen. Nach Angaben der International Crisis Group vom März 1998 hatte UÇK dabei seit 1996 die Verantwortung für den Tod von 21 Bürgern im Kosovo, darunter fünf Polizisten, fünf serbische Zivilisten und elf der Kollaboration mit der serbischen Regierung beschuldigten Kosovo-Albanern übernommen. Am 23. Februar 1998 verurteilte der US-amerikanische Sondergesandte Robert Gelbard die Aktionen der UÇK streng und nannte diese eine terroristische Gruppierung. Das Vorgehen der serbischen Sicherheitskräfte ordnete er dagegen als entsprechende „Polizeigewalt“ gegen die terroristische UÇK ein und kündigte außerdem einige kleinere Zugeständnisse an die Bundesrepublik Jugoslawien an. Dies wurde als diplomatisches Zeichen der Freigabe zur Bekämpfung der UÇK durch die serbische Regierung aufgefasst.
Einige Tage nach diesem Treffen mit Gelbard, am 27. oder 28. Februar, begann der erste Großeinsatz der serbischen Sonderpolizei gegen Zentren der UÇK, darunter auch in dem in der Drenica-Region gelegenen Ort Likošane, rund zehn Kilometer von Donji Prekaz entfernt. Die Kämpfe erstreckten sich über eine Woche hinweg, bis die Polizei am 5. März ihre Kräfte um die Häuser des Jashari-Clans in Donji Prekaz zusammenzog:
Am 28. Februar brach in Likošane (alban.: Likoshan oder Likoshani) bei Ćirez (alban.: Çirez) ein Feuergefecht zwischen vier UÇK-Kämpfern und einer Polizeipatrouille aus. Nach Angaben von Shaban Shala, einem militanten LPK- und UÇK-Mitglied, der zugleich under-cover als Menschenrechtsaktivist arbeitete, waren die UÇK-Mitglieder in einen Hinterhalt der Polizei geraten. Nach offiziellen Angaben hatte dagegen Adem Jashari zwei Angriffe aus einem Hinterhalt auf serbische Polizeipatrouillen durchgeführt. Fünf Wagen mit UÇK-Verstärkung trafen ein, darunter auch Adem Jashari. Drei Polizisten starben bei dem Gefecht. Serbische Polizisten töteten bei weiteren Aktionen am selben Tag auch 26 Kosovo-Albaner aus Likošane und Ćirez. Nach offiziellen Angaben wurden insgesamt vier Polizisten und 16 Terroristen getötet. Die Armee war nicht beteiligt, entgegen Behauptungen einiger Nachrichtenagenturen und Zeitungen.
Die Serbische Polizei beschloss nun erneut, Adem Jashari festzunehmen, der bereits einige Jahre zuvor einen Polizisten getötet hatte und dafür im Juli 1997 in Abwesenheit vom Serbischen Gericht in Priština zu einer Freiheitsstrafe von 20 Jahren verurteilt worden war. Am 5. und 6. März führte die Polizei daher eine Operation in Donji Prekaz aus, bei der Adem Jashari getötet wurde:
Die Serbische Polizei bezog dabei zunächst eine leerstehende ehemalige Munitionsfabrik auf dem Hügel hinter dem Jashari-Anwesen, von wo mehrere Häuser verschiedener Zweige des Jashari-Clans in Donji Prekaz und das Anwesen der ebenfalls mit der UÇK verbundenen Lushtaku-Familie in Feuerreichweite lagen. Am frühen Morgen des 5. März drang eine Kolonne Polizisten von einer Seite in das Dorf ein, während die Polizei von der Fabrik aus Artillerie einsetzte. Die Lushtaku-Familie flüchtete, und die Serbische Polizei forderte die Jashari-Familie auf, herauszukommen. Zwei aus dem Haus Flüchtende wurden von der Polizei erschossen. Aus dem Haus von Adem Jashari erschien niemand und die Polizei setzte daraufhin den Beschuss, auch mit Artillerie, fort. Insgesamt wurden in Donji Prekaz sowie im nahegelegenen Lauša (Llausha) 58 ethnische Albaner getötet. Adem Jashari starb dabei auf seinem Anwesen. An seinem Hals wurde eine Schusswunde festgestellt. Auch weitere Familienmitglieder und andere Personen, darunter nach Schätzungen 18 Frauen und zehn Kinder unter 16 Jahren, starben während der Polizeioperation. Nach Zeugenberichten waren im selben Haus mit Adem Jashari auch seine Eltern gestorben, Shaban (74) und Zaha Jashari (72), sowie seine Brüder, Rifat und Hamza (47) samt deren Familien, einschließlich der sieben Kinder Blerina (7), Fatime (8), Blerim (12), Lirije (14), Besim (16), Afete (17) und Selvete (20). Auch im benachbarten Ćirez sollen serbische Sicherheitskräfte mit großer Härte gegen Zivilisten vorgegangen sein. Nach Berichten Überlebender sollen Einheiten der berüchtigten paramilitärischen Truppe Arkans, den „Tigern“, beteiligt gewesen sein. Die Kampfgebiete waren abgeriegelt; Hilfsorganisationen durften Verwundete nicht versorgen. Rücksicht auf Zivilisten nahmen weder die serbische Polizei noch die kosovo-albanischen Kämpfer, die nach Berichten bei diesen Kämpfen Frauen und Kinder als „Schutzschilde“ missbrauchten.
Nachdem die Polizei am 9. März öffentlich angekündigt hatte, die Leichen selbst zu bestatten, wenn die Familienangehörigen dies nicht umgehend täten, die Familienangehörigen der Aufforderung aber in der Hoffnung auf eine Obduktion der Leichen nicht nachkamen, beerdigte die Polizei am 10. März 56 Leichen nahe bei Donji Prekaz, von denen zehn noch nicht identifiziert waren. Am 11. März wurden die Leichen exhumiert. In einer vom Council for the Defense of Human Rights and Freedoms zusammengestellten Liste werden 42 Personen aufgeführt, die identifiziert wurden, vom 5. bis zum 7. März in Donji Prekaz gestorben zu sein (darunter 41 Personen mit dem Familiennamen Jashari), sowie sechs identifizierte Personen, die im nahegelegenen Dorf Lauša starb (darunter keine Person mit dem Familiennamen Jashari).

## Bedeutung und Nachleben

### Nachwirkungen der Tötung Adem Jasharis und seiner Familie
Der Polizeieinsatz vom März 1998 gegen die Familie Jashari ist als „Massaker“ in die Geschichte eingegangen, das der UÇK mit dem Tod Adem Jasharis einen Märtyrer schuf und laut Tim Judah den „Kosovoaufstand“ ausgelöst hat. Wolfgang Ischinger vertrat den Standpunkt, das „Drama“ des Kosovo-Konflikts könne ohne den 28. Februar 1998 nicht verstanden werden. Human Rights Watch kam zu dem Schluss, dass die Gewalttaten in der Drenica-Region einen „Wendepunkt in der Kosovo-Krise gebildet“ hätten.
Mit Adem Jashari war unter den Todesopfern auch ein zur Legende gewordener UÇK-Kommandant, der als einer der Gründer der UÇK galt, als Symbolfigur des neuen militärischen Widerstandes hohes Ansehen genoss und gemeinsam mit fast seiner gesamten Familie getötet oder „ermordet“ (Petritsch & Pichler, 2004) wurde. Amnesty International urteilte, es habe anscheinend keine Absicht bestanden, bewaffnete Verdächtige zu inhaftieren, sondern vielmehr, die Verdächtigen und ihre Familien zu eliminieren. Der EU-Beauftragte für den Kosovo, Wolfgang Petritsch, gab an, die Angriffe hätten darauf abgezielt, komplette Großfamilien, die mit der UÇK in Verbindung gebracht wurden, auszulöschen. Heinz Loquai vertrat im Jahr 2000 die These, die Gewalteskalation sei von kosovo-albanischer Seite initiiert worden, um den begonnenen Normalisierungsprozess zwischen den USA und der Bundesrepublik Jugoslawien zu stören, „die Internationalisierung des Konfliktes voranzutreiben und die internationale öffentliche Meinung für die Unabhängigkeit Kosovos einzunehmen“.
Die Gewalttaten bildeten im Engagement der internationalen Organisationen im Kosovo-Konflikt einen tiefen Einschnitt. Die internationale Öffentlichkeit und die Medien waren nun auf den Konflikt aufmerksam geworden. Die Eskalation der Gewalt im Kosovo wurde als Anlass für die Resolution Nr. 1160/1998 des UN-Sicherheitsrates vom 31. März 1998 genommen. Gegen die serbische Regierung wurden von der internationalen Gemeinschaft Sanktionen verhängt und die zu Beginn der Gewalttaten von den USA als terroristische Gruppierung eingeordnete UÇK wurde von der Operation der serbischen Polizei nicht vernichtet, sondern gestärkt und ihr Rückhalt in der ethnisch albanischen Bevölkerung verstärkt. Die Internationalisierung des Konflikts wurde nun von Seiten der USA, der sogenannten „Balkan-Kontaktgruppe“, des ICTY und des UN-Sicherheitsrates vorangetrieben.
Die lokal begrenzte militärische Niederlage hatte sich zu einem politischen Erfolg im Bürgerkrieg verkehrt. Die UÇK verfügte bis zu diesem Zeitpunkt weder über ein politisches Programm, noch über eine akzeptierte Vertretung, über keine internationale Anerkennung und über keine Kontrolle über bedeutende militärische Kräfte. Doch die Berichte von „Massakern“ und Mythen nationaler Märtyrer machten die UÇK fortan in den Augen einer wachsenden Zahl junger Kosovo-Albaner zur treibenden Macht der nationalen Befreiung, und die UÇK konnte erstmals als bedeutende politische Macht auftreten. Überall im Kosovo bildeten sich in der Folge Dorfmilizen, von denen viele zwar tatsächlich mit parallelen Strukturen verbunden waren, sich selbst jedoch trotzdem UÇK nannten. Dies wurde auch als Beginn des Krieges gedeutet.
Darüber hinaus erweiterte sich der bis dahin durch den Konflikt zwischen Kosovo-Albanern und dem serbischen Staatsapparat charakterisierte Konflikt zu einem interethnischen Konflikt, indem es vermehrt zu kosovo-albanischen Einschüchterungsversuchen gegenüber Kosovo-Serben kam, die sich unter Druck gesetzt sahen, den Kosovo verlassen zu sollen, während die beiden Volksgruppen zuvor an das Zusammen- oder Nebeneinanderleben gewöhnt waren.
In der Folgezeit inszenierten bewaffnete Kosovo-Albaner zunehmend Angriffe auf serbische Polizeistellungen. Die serbische Polizei hielt sich mit ihren Reaktionen zurück und mied für sie gefährliche Dörfer, so dass die UÇK das Gebiet um Lauša zum „befreiten Gebiet“ erklären konnte. Somit hatten die Gewalttaten dieser ersten Phase des Bürgerkrieges insgesamt für die UÇK zu einem Erfolg geführt, da sie sich in ihrem Kernland, dem Drenica-Gebiet, festsetzte und von dieser UÇK-„Bastion“ aus Operationen durchführen konnte und versuchte, weitere Gebiete „zu befreien“.

### Verehrung als Held und Märtyrer
In der Folge wurde Adem Jashari als Märtyrer verehrt und in der albanischen Kultur, vor allem im Kosovo, als Held gefeiert. Posthum wurde ihm nach der einseitig von kosovo-albanischer Seite erklärten Unabhängigkeit des Kosovo vom 17. Februar 2008 der Titel Held des Kosovo verliehen. Der internationale Flughafen Pristina wurde nach ihm benannt.
Nach einer Ipsos-Studie von 2011 ist Adem Jashari der bei weitem meistgeschätzte „Held“ in der öffentlichen Meinung des Kosovo. 60 % aller Kosovo-Albaner betrachten ihn demnach als bedeutendsten modernen „Helden“, gefolgt von Ibrahim Rugova mit 10 %. Jashari und Rugova repräsentieren dabei zwei konkurrierende nationale Narrative im Kosovo. Während der eine Narrativ auf dem Vermächtnis eines friedlichen Widerstands gegen das System unter Milošević in den 1990er Jahren unter der Führerschaft Rugovas aufbaut, gründet sich die andere Lesart auf die Erinnerung an den bewaffneten Widerstand, wie er von der UÇK und Adem Jashari als einem ihrer Kämpfer symbolisiert wird. Die Figur Jasharis ist dabei mit der Politik der PDK verbunden. Die PDK und der Kriegsveteranenverband waren die Hauptträger der Identitätsdiskurse, die auf den bewaffneten Kampf der UÇK und das Gedenken an Adem Jashari als einen Nationalhelden fokussierten und sich für die Konstruktion eines kollektiven Gedächtnisses des Märtyrertums einsetzten. Die PDK nutzte dabei das Bild von Jashari als eine Grundlage für ihre politische Legitimation und machte ihn zu einem Emblem der Freiheit und Unabhängigkeit des Kosovo. Der Kosovokonflikt und -Krieg von 1998 und 1999 sowie die UÇK-Narrative nehmen eine zentrale Bedeutung in den Schulgeschichtsbüchern der Klassenstufen 5 und 9 im Kosovo ein. So stellt ein Geschichtsbuch der 9. Klassenstufe Adem Jashari als „legendären Kommandeur und als Symbol des Widerstands und Inspiration der nationalen Freiheit und Unabhängigkeit“ dar, begleitet von einem Foto Jasharis, der eine Militäruniform und ein Maschinengewehr trägt. In einem Geschichtsbuch der fünften Klassenstufe begleitet ein Foto von Adem Jashari den Text zur UÇK, die vorgestellt wird als „Armee, die die Kosovo-Albaner vor den serbischen Armee- und Polizeikräften schützt.“
Nach dem Krieg wurde die Gepflogenheit, das Grundstück der Jashari-Familie zu besuchen, im Kosovo wiederbelebt. Die Reste des stark beschädigten Wohnhauses, sein Grab und die Gräber der anderen getöteten Familienangehörigen wurden zu einer Art Wallfahrtsort der Heldenverehrung für viele ethnische Albaner. Das Anwesen der Jashari-Familie in Prekaz wurde nach wissenschaftlicher Einschätzung für alle Albaner und für die politische Reproduktion des Kollektivs und seiner politischen Eliten ein geradezu „sakraler“ Ort, wenn auch ohne religiöse Bedeutung. Schulen organisierten Besuche des Friedhofs der Jashari-Familie als Teil außerlehrplanmäßiger Aktivitäten für Schüler. In der Diaspora oder in benachbarten Ländern lebende Albaner sahen Prekaz mittlerweile als pflichtmäßiges Reiseziel an. Nach Wahlgängen oder an wichtigen nationalen und staatlichen Feiertagen legten Führer der Regierung des Kosovo Kränze auf dem Friedhof ab und besuchten überlebende Mitglieder der Jashari-Familie. 2005 verabschiedete die Versammlung des Kosovo ein Gesetz für den Gedenkstättenkomplex „Adem Jashari“, der das Anwesen von Adem Jashari zu einem Ort „ontologischer, anthropologisch-historischer, kultureller und staatsbürgerlicher Bedeutung“ für alle ethnischen Albaner erklärte. Nach einer Studie betrachten Kosovo-Albaner die Gedenkstätte der Jashari-Familie als das bedeutendste Monument des Kosovo. Darüber hinaus sponsert die Regierung alljährlich am 5., 6. und 7. März eine Gedenkveranstaltung, Epopeja e UÇK („Epos der UÇK“), um den bewaffneten Kampf der Familie Jashari als Widerstand der Familie an den betreffenden Tagen im Jahr 1998 zu feiern.

Galerie: Adem-Jashari-Gedenkstätte in Prekaz:
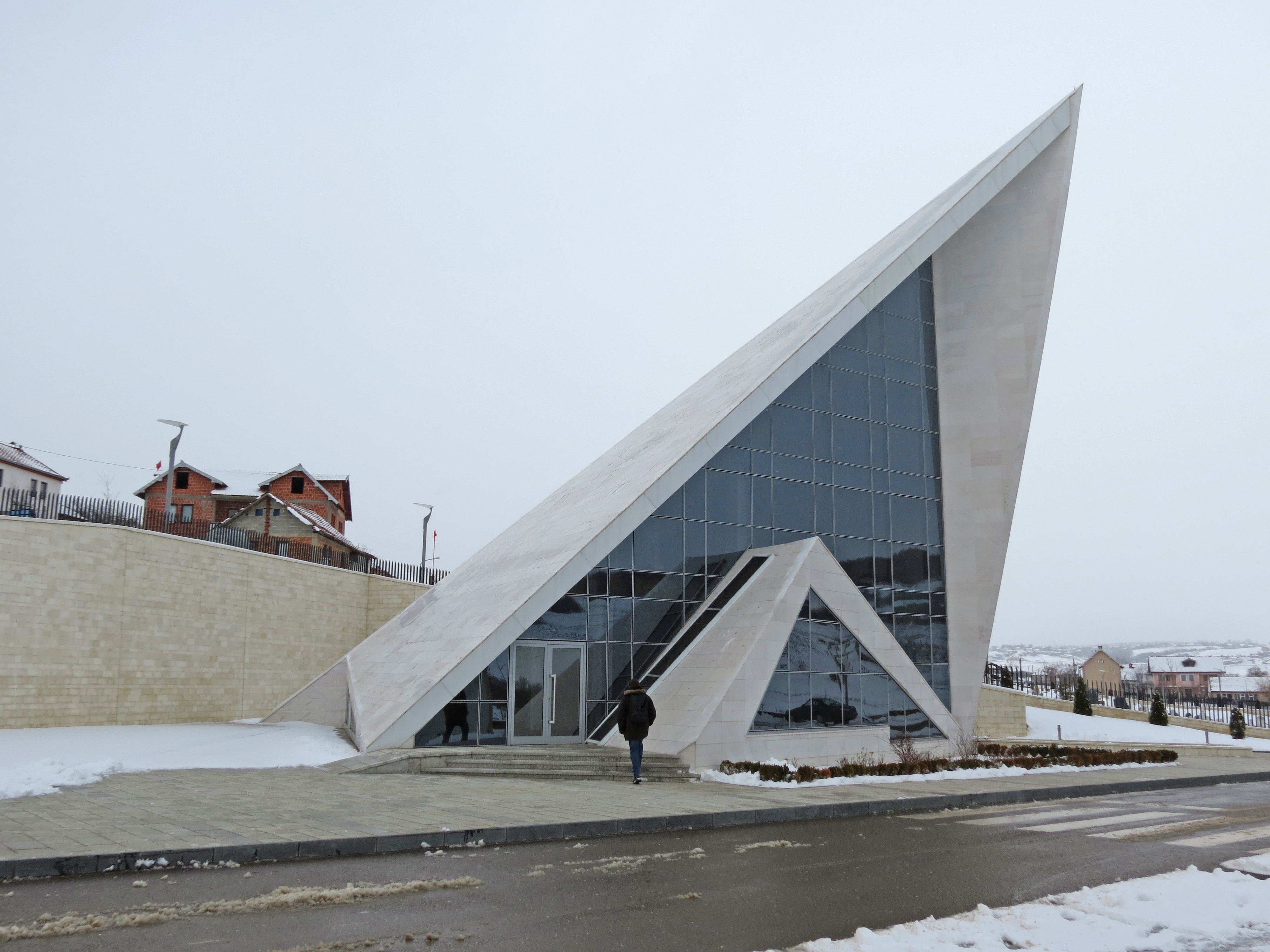
Adem-Jashari-Gedenkstätte in Prekaz
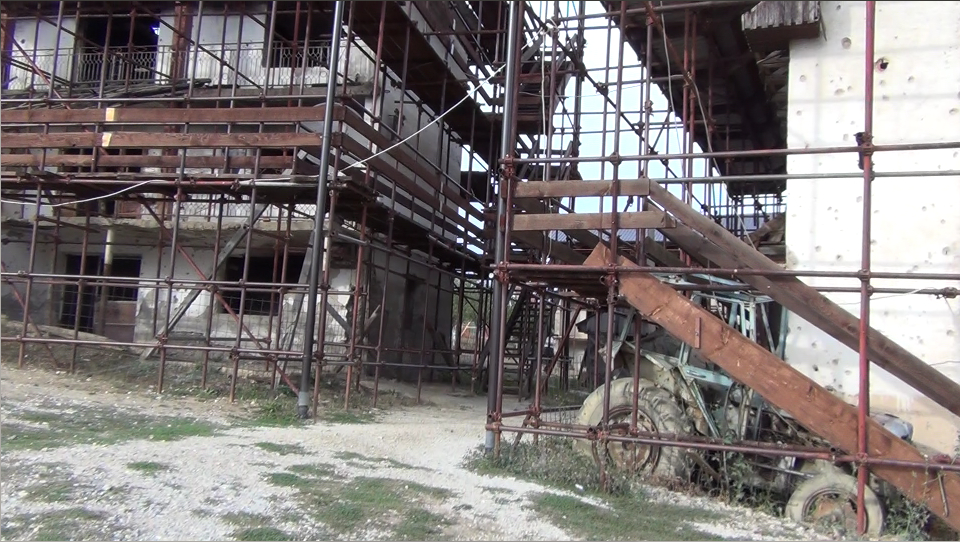
Als Gedenkstätte unterhaltenes Anwesen von Adem Jasharis Familie
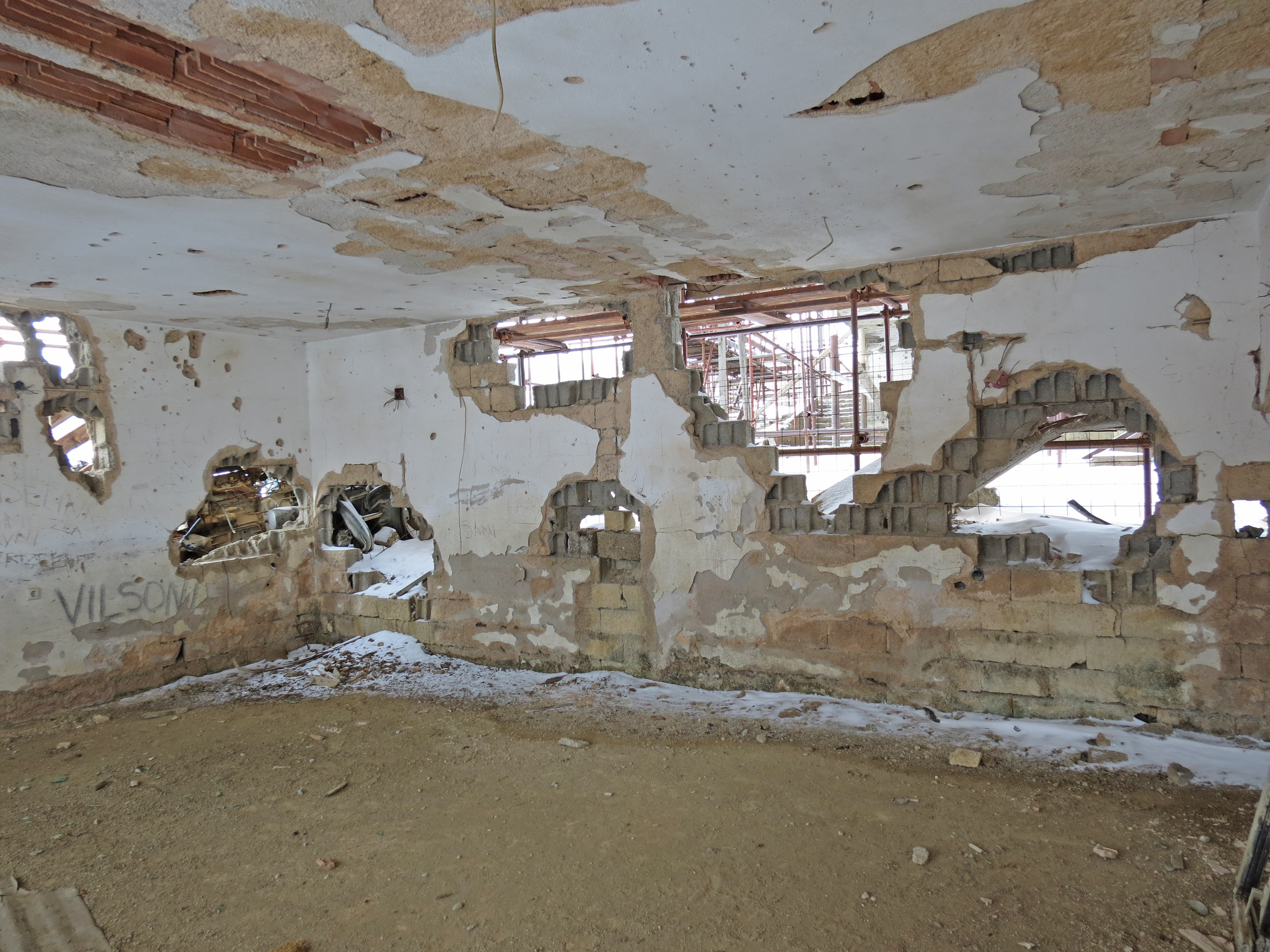
Innenraum
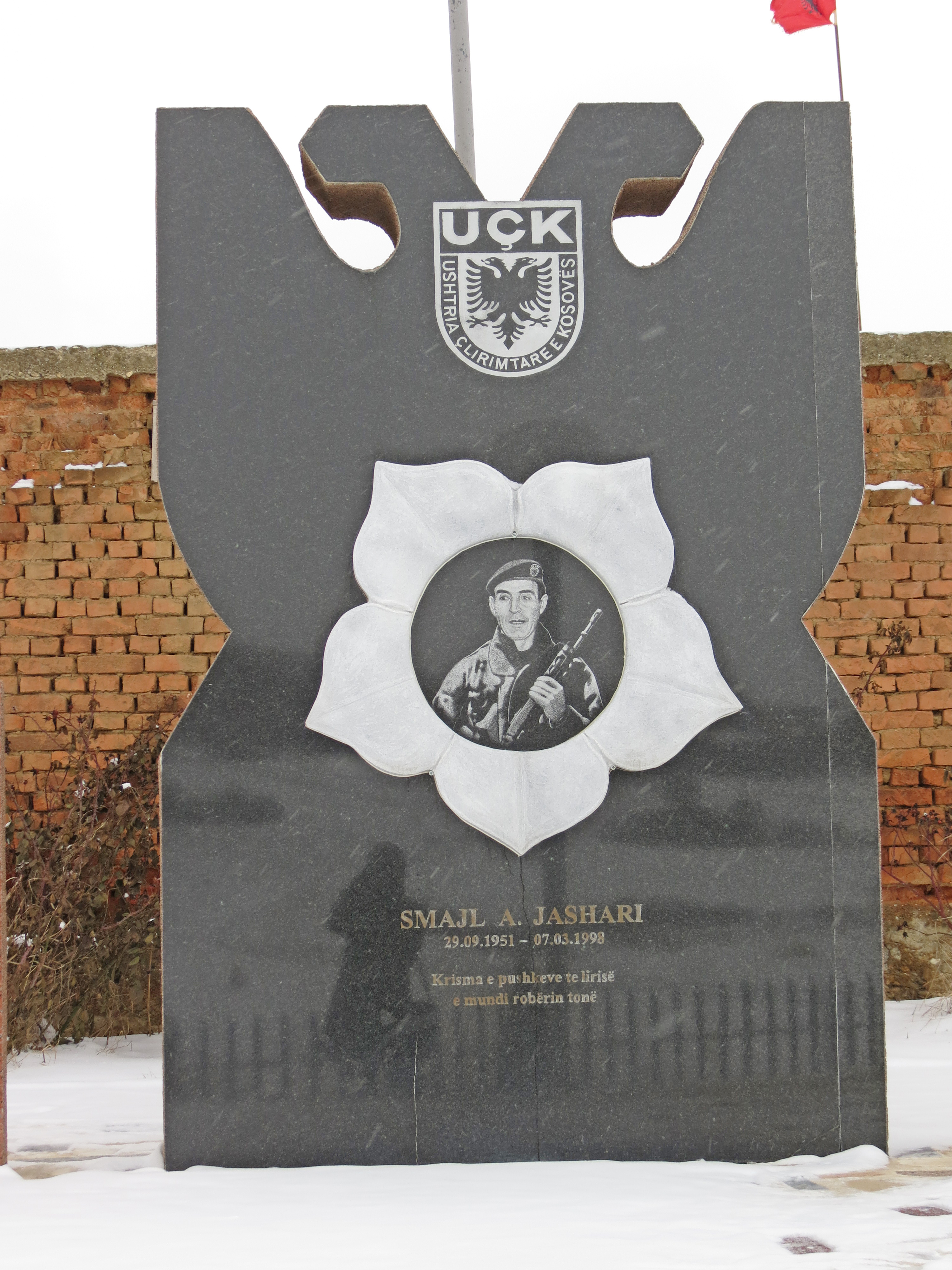
UÇK-Gedenkstein für Smaijl A. Jashari

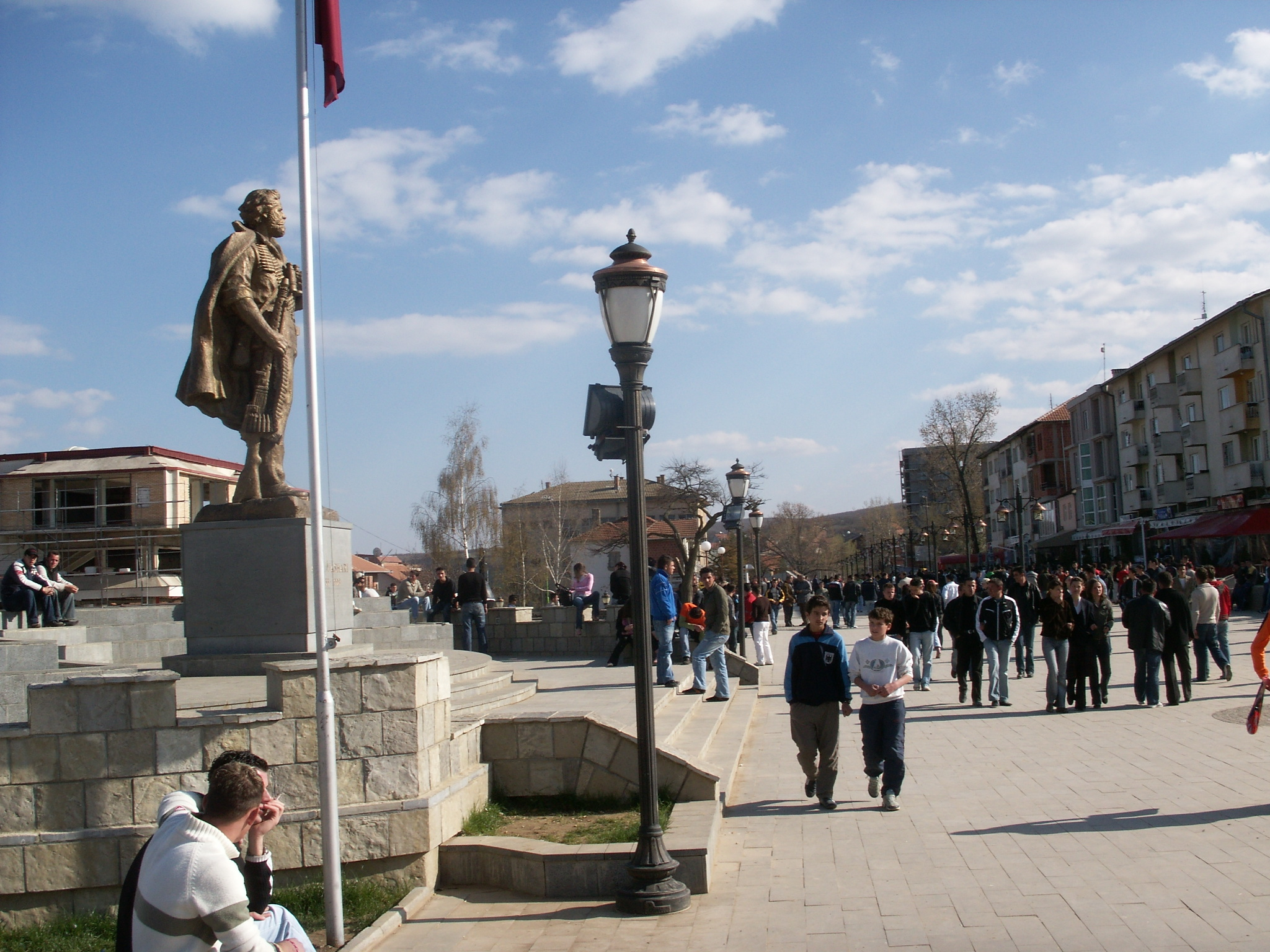
Statue von Adem Jashari in Srbica/Skënderaj

In Srbica, in der Region, die als Wiege der „Unabhängigkeitsbewegung“ betrachtet wird, wurde eine Statue Adem Jasharis errichtet. Nicht weit davon entfernt liegt auch sein Grab, das zu einer Art „Schrein der Unabhängigkeit“ geworden ist. In Priština, der Hauptstadt der – je nach rechtlicher Auslegung – serbischen Provinz Kosovo beziehungsweise des souveränen Staates Kosovo, ehrt Adem Jashari ein großdimensioniertes Plakat am Jugend- und Sportpalast.

In Tirana, der Hauptstadt Albaniens, wurde 2012, kurz vor dem Geburtstag Jasharis, eine sechs Meter hohe Adem-Jashari-Statue des Künstlers Muntaz Dhrami eingeweiht, die eine Büste von Adem Jashari am selben Ort ersetzte. Hashim Thaçi, Ministerpräsident der Republik Kosovo, verkündete, „Kommandeur Adem Jashari und seine Krieger“ hätten Freiheit und Unabhängigkeit im Kosovo Bedeutung verschafft. Im Namen der Verwandtschaft Adem Jasharis erklärte Rifat Jashari bei diesem Anlass, dass seine Familie für das „heiligste Ideal des Albaniertums“, die nationale Einheit, gestorben sei. Der Ministerpräsident Albaniens, Sali Berisha, sagt bei der Einweihungszeremonie: 

„Wir sind hier aus allen albanischen Ländern zusammengekommen. Wir sind stolz auf dich, Kommandeur, und wir versprechen heute, dass wir alles uns Mögliche tun werden, um den Traum der nationalen Vereinigung in die Realität umzusetzen, als den edelsten und europäischsten Traum dieses Landes.“

 Über Adem Jashari sind nach dem Krieg Lieder und Gedichte entstanden.

Tim Judah beschrieb den Geist, in dem die Kämpfer der UÇK ihren Befreiungskrieg führten, auch anhand eines Liedes über den legendären Katschak (kaçak) Azem Galica, der in der Drenica für die Unabhängigkeit seines Clans, also noch nicht für eine nationale, gekämpft hatte. Das alte Lied wurde zu Ehren der getöteten Brüder Adem und Hamza Jashari als Fortführer des von Generation zu Generation immer fortwährenden Kampfes angepasst und weist die Passage auf: 

„Wir säubern unser verbranntes Land mit Blut“

 In diesem Sinne sieht Judah Adem Jashari nicht als ideologisch motivierten Guerilla, sondern in der Tradition der Kaçak (deutsch: „Banditen“, „Rebellen“), also bewaffneten und aus dem Gebirge heraus agierenden Banden, die bereits seit dem Ende der Besatzung durch die Mittelmächte 1918 nach deren Niederlage gegen die Serben und seit der darauffolgenden Gründung des neuen jugoslawischen Staates als Königreich der Serben, Kroaten und Slowenen und der damit verbundenen Machtübernahme der Serben im Kosovo begannen, immer wieder serbische Posten oder Einheiten anzugreifen und das Vieh serbischer Bauern zu rauben. Mit einem Zitat vergleicht Judah Adem Jashari mit diesen Kaçak, die zuletzt im Ersten und Zweiten Weltkrieg bekannt geworden waren und deren Zentrum sich schon 1918 in der Drenica-Region befunden hatte, von wo sie im Mai 1919 zum allgemeinen Aufstand gegen serbische Herrschaft aufgerufen hatten:

„Er mochte es sich zu betrinken, hinauszugehen und Serben zu erschießen.“

### Quelle für kosovo-albanische Nationenbildung und staatliche Legitimation des Kosovo
Die Verwendung der Figur Adem Jasharis in vielerlei Form, in Schulgeschichtsbüchern, an Gedenkstätten und Gedenktagen, Wallfahrten zum Anwesen seiner Familie, hat Adem Jashari und seine Familie zu einem neuen Epos der Nationenbildung für Kosovo-Albaner werden lassen und machte darüber hinaus die Erinnerung an die Kriegszeit von 1998 und 1999 zur Hauptquelle für die Legitimität eines Staates Kosovo.